# Mecynorhinella ugandensis
Mecynorhinella ugandensis (voorheen Mecynorrhina ugandensis) is een zeer grote Afrikaanse kever behorend tot de bladsprietkevers, onderfamilie cetoniinae, tribus goliathini. De kever, waarvan de mannetjes 5 tot 8 cm lang kunnen worden, komt voor in de relatief kleine regio van het Ituriwoud (Democratische Republiek Congo en Oeganda) in Afrika.
De kever heeft een ongewoon grote variabiliteit in kleur, van roodbruin tot groen tot blauw, met of zonder witte streeptekening op het halsschild en de dekschilden. De vele kleurvarianten hebben allemaal wel een roodbruine achtertibia gemeen. De mannetjes onderscheiden zich van de vrouwtjes door een hoorn op de clypeus, langere en sterker bedoornde voorpoten en een uitholling in de onderzijde van het abdomen. Deze laatste twee kenmerken stellen hem in staat zich bij de paring beter aan het vrouwtje vast te houden; de eerste om rivalen mee te verslaan.
De larven leven in organisch rottend materiaal zoals hopen dode bladeren en kunnen 30-40 gram zwaar worden. De imagines (volwassen kevers) leven van zacht fruit zoals banaan. De ontwikkeling van de larven ( via drie larvestadia, aangeduid met L1, L2 en L3) kan maanden tot een jaar duren; de kevers leven slechts enkele weken tot maanden.
Door het verdwijnen van het regenwoudareaal in de provincie Ituri is de soort waarschijnlijk bedreigd.

## Cultuur
De kever wordt door liefhebbers wel gekweekt. In een 10-15 cm dikke laag van organisch substraat, bestaande uit vergaand eiken- en beukenblad gedijen de larven bij een temperatuur rond 25 graden. Na het derde larvestadium verpoppen ze zich binnen een cocon (ter grootte van een kippenei) van substraatmateriaal om na circa 2 maanden als volwassen kever tevoorschijn te komen. Behalve aan rottende plantenresten hebben de larven ook behoefte aan extra eiwit, waarin voorzien kan worden door eenmaal per week enkele droge kattenbrokjes per larve in het substraat te brengen. Het houden van meer larven in een container kan – vooral bij sterke grootteverschillen – tot kannibalisme leiden.